# Die rote Tänzerin von Moskau
Die rote Tänzerin von Moskau ist ein US-amerikanisches Stummfilmdrama aus dem Jahr 1928 von Raoul Walsh mit Dolores del Río und Charles Farrell in den Hauptrollen. Das Drehbuch basiert auf einer Originalstory von Eleanor Browne, die wiederum von dem Roman The Red Dancer von Henry Leyford Gates inspiriert wurde.

## Handlung
Kurz vor der Russischen Revolution erhält Tasia, ein junges Bauernmädchen, den Auftrag, den Großherzog Eugen, den die Revolutionäre als Feind betrachten, am Vorabend seiner Hochzeit mit der Prinzessin Warwara zu töten. Da sich Tasia in Eugen verliebt, verfehlt sie absichtlich den Schuss auf ihn. 
Nach Beginn der Revolution wird Tasia unter die Fittiche von Ivan Petroff genommen, einem in sie verliebten Landsmann. Ivan steigt schließlich in den Rang eines Generals auf, während Tasia als „Die Rote Tänzerin von Moskau“, eine Heldin der Revolution, berühmt wird. Tasia trifft erneut auf Eugen, nachdem der mächtige General Tanaroff seine Verhaftung veranlasst hat. Als Tasia Ivan um seine Hilfe bittet und zugibt, dass sie Eugen liebt, opfert er seine eigene Liebe zu ihr und rettet Eugen davor, vor ein Erschießungskommando gestellt zu werden.

## Hintergrund
Gedreht wurde der dialogfreie Film ab dem 31. Dezember 1927 in Truckee.
Ben Carré und David S. Hall waren für das Szenenbild zuständig.
Der Song Someday, Somewhere, We'll Meet Again stammte von Lew Pollack und Ernö Rapée.
Die Premiere des Films fand am 25. Juni 1928 in New York statt. 

## Kritiken
Mordaunt Hall von der The New York Times schrieb, in den ersten Kapiteln dieses Werks herrsche eine große Lethargie, doch in den letzten Passagen, in denen es um den Sturz der Romanoffs und den Triumph des Proletariats gehe, nehme das Interesse zu. Diese Vorfälle werden unterhaltsam dargestellt, mit einer Mischung aus Satire und Burleske. Die Untertitel dieser Produktion lassen Tasia, ein Bauernmädchen, eher wie eine gebildete Arbeiterin reden. Fast alle Charaktere streiten zu viel und oft sei kaum der bäuerliche Sprachgebrauch zu erkennen.

## Auszeichnungen
1928 gewann der Film zwei Photoplay Awards, einen für den besten Film des Monats Juli, einen weiteren für Ivan Linow als besten Darsteller des Monats Juli.